# 界埠镇
界埠镇位于江西省新干县西部，是新干县三大镇之一，隔赣江与新干县城相望，南与峡江县毗连，西与新余市渝水区分界，北与荷浦乡为邻，总面积 113.43平方公里。

## 地理
界埠镇面积113.43平方公里。

## 行政区划
界埠镇下辖以下村级行政区划单位
界埠社区、界埠村、坑口村、上栗岗村、武湖村、廖墟村、莲塘村、田北村、上巷村、郑家村、胡家脑村、湖田村、长排村、田港村和洞口村。